# استارو سلو
استارو سلو (به لاتین: Staro Selo) یک منطقهٔ مسکونی در مونته‌نگرو است که در شهرداری نیکشیچ واقع شده‌است. استارو سلو ۳۲۳ نفر جمعیت دارد.